# Коллоидная химия
Колло́идная хи́мия (др.-греч. κόλλα — клей) — наука о дисперсных системах и поверхностных явлениях, возникающих на границе раздела фаз. Изучает адгезию, адсорбцию, смачивание, коагуляцию, электро-поверхностные явления в дисперсных системах. Разрабатывает технологии строительных материалов, бурения горных пород, золь-гель-технологии. Играет фундаментальную роль в современной нанотехнологии, медицине, биологии, геологии, технологии производства сырья, продуктов питания и товаров различного назначения. 
Современная коллоидная химия — это наука на стыке химии, физики, биологии. Особое междисциплинарное положение коллоидной химии подчёркивается тем, что в англоязычной литературе часто используют названия «коллоидная наука» (англ. colloid science) или «наука о границах раздела» (англ. interface science).

## История коллоидной химии
Коллоидная химия как наука имеет непродолжительную историю, однако свойства коллоидных систем и коллоидно-химические процессы человек использовал с давних времён. Это, например, такие ремёсла, как получение красок, керамики, глазури, прядение льна, хлопка, шерсти, выделывание кож.
Начиная с XVIII века появляются описания отдельных исследований, позже вошедшие в соответствующие разделы коллоидной химии. К ним относят работы М. В. Ломоносова по кристаллизации, получению цветных стёкол с применением дисперсии металлов (1745—1755 гг.). В 1777 г. К. Шееле и Ф. Фонтана независимо друг от друга обнаружили явление адсорбции газов углём. В 1785 г. Т. Е. Ловиц обнаружил явление адсорбции из растворов. П. Лаплас в 1806 г. получил первые количественные отношения для капиллярного давления. В 1808 г. Ф. Ф. Рейсс, проводя опыты с элементом Вольта, открыл явления электрофорез и электроосмос.
Одни из наиболее ранних исследований коллоидных систем выполнены итальянцем Ф. Сельми в 1845 году. Он изучал системы, представляющие собой хлорид серебра, серу, берлинскую лазурь, распределенные в объёме воды. Эти системы, полученные Сельми, очень похожи на истинные растворы, однако Сельми полагал, что ни изученные им, ни другие подобные вещества не могут находиться в воде в виде таких же мелких частиц, как и образующиеся в истинных растворах, то есть в виде отдельных молекул или ионов.
Взгляды, близкие к Сельми, высказывал К. Нэгели, считавший, что в таких системах частицы серы, хлорида серебра и других веществ — более крупные агрегаты, чем отдельные молекулы. Для полимолекулярных агрегатов он ввел понятие «мицелла». Чтобы отличать системы, содержащие мицеллы, от растворов, где растворенное вещество находится в виде отдельных молекул, Нэгели назвал мицеллосодержащие системы «золями». Термины «мицелла», «золь» стали общепринятыми.
М. Фарадей в 1857 году исследовал системы, содержащие золото, распределенное в объёме воды, известные ещё алхимикам, получившим их восстановлением солей золота и давшим их им название aurum potabile (питьевое золото). Изучая оптические свойства золей золота, М. Фарадей пришёл к выводу, что золото в них содержится в виде очень маленьких частиц.
Основоположником коллоидной химии принято считать Т. Грэма, выполнившего в 60-х годах XIX века первые систематические исследования коллоидных систем (золей). Ему же принадлежит и введение термина «коллоид». Впоследствии коллоидная химия включила в себя результаты, полученные в других областях физики и химии, и в конце XIX — начале XX веков сформировалась в самостоятельный раздел химии.
На основе механической теории капиллярности, разработанной в начале XIX века Т. Юнгом и П. Лапласом, и термодинамики поверхностных явлений, созданной Дж. У. Гиббсом в 1878, были сформулированы основные направления исследования коллоидной химии: изучение процессов образования новой фазы в гомогенных системах, термодинамическая устойчивость коллоидных систем, количественное описание адсорбции на границе раздела фаз. Развитые в 1853 Г. Гельмгольцем представления о строении двойного электрического слоя позволили дать объяснение электрокинетическим и электрокапиллярным явлениям. Создание Дж. Рэлеем теории рассеяния света способствовало количественному изучению оптических свойств коллоидных систем. Исследование Ж. Перреном, Т. Сведбергом и Р. Зигмонди броуновского движения коллоидных частиц на основе теории, разработанной в 1905 А. Эйнштейном и М. Смолуховским, позволило доказать реальность существования молекул и правильность молекулярно-кинетических представлений. На основе предложенной в 1917 И. Ленгмюром кинетической теории адсорбции были разработаны методы исследования состояния молекул поверхностно-активных веществ (ПАВ) в мономолекулярных слоях. В 1928 П. А. Ребиндер открыл адсорбционное понижение прочности (эффект Ребиндера) и в 40—50-х годах на основе развития этого направления и исследования структурообразования в дисперсных системах создал физико-химическую механику. Физическая теория устойчивости коллоидных систем была разработана в 1937 Б. В. Дерягиным совместно с Л. Д. Ландау и независимо от них Э. Фервеем и Я. Овербеком (теория ДЛФО). Дерягиным же введено представление о механизме действия тонких слоёв жидкости расклинивающее давление.

## Современное состояние
Основные направления современной коллоидной химии:
- Термодинамика поверхностных явлений.
- Изучение адсорбции ПАВ.
- Изучение образования и устойчивости дисперсных систем, их молекулярно-кинетических, оптических и электрических свойств.
- Физико-химическая механика дисперсных структур.
- Разработка теории и молекулярных механизмов процессов, происходящих в дисперсных системах под влиянием ПАВ, электрических зарядов, механического воздействия и т. п.

Поскольку дисперсное состояние материи универсально и объекты изучения коллоидной химии весьма разнообразны, коллоидная химия тесно связана с физикой, биологией, геологией, почвоведением, медициной и др.
Существует Институт коллоидной химии и химии воды им. А. В. Думанского НАНУ (Киев).
Выпускается научный «Коллоидный журнал».